# کانن هیل، کوئینزلند
کانن هیل (به انگلیسی: Cannon Hill) یک حومه شهر در استرالیا است که در کوئینزلند واقع شده‌است.